# Mohamed Béavogui

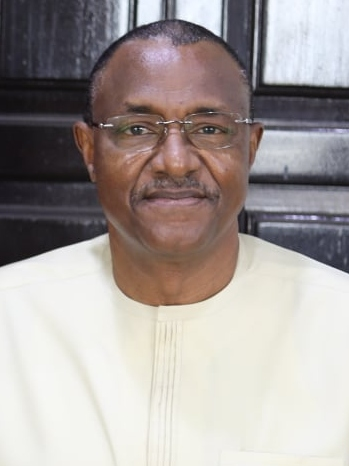
Mohamed Béavogui (2022)

Mohamed Béavogui (* 15. August 1953 in Porédaka, Region Mamou) ist ein guineischer Diplomat und Politiker. Von Oktober 2021 bis Juni 2022 war er Regierungschef seines Heimatlandes.

## Leben
Béavogui ist der Sohn eines Diplomaten und der Neffe von Diallo Telli, einem Mitbegründer der Organisation der Afrikanischen Einheit, der Vorgängerorganisation der Afrikanischen Union. An der Universität Conakry begann er 1972 sein Studium, wechselte aber schon bald darauf an die SPbPU in St. Petersburg, damals noch Leningrad, wo er seinen Master in Ingenieurswesen machte. Béavogui studierte anschließend noch an der Harvard Kennedy School in Cambridge.
Von 1982 bis 1986 war Béavogui in Nigeria tätig, bevor er von der Ernährungs- und Landwirtschaftsorganisation der Vereinten Nationen als Berater angeworben wurde und anschließend in Burundi tätig war. Im Jahr 1998 wurde er zum UN-Regionaldirektor für West- und Zentralafrika ernannt und im Jahr 2015 zum Direktor der African Capacity Building Foundation.
Am 6. Oktober 2021, einem Monat nach dem Militärputsch in Guinea, wurde Béavogui von Präsident Mamady Doumbouya zum Premierminister ernannt. Aufgrund gesundheitlicher Probleme und medizinischer Behandlung trat er bereits im Juni 2022 zurück und wurde am 17. Juli durch Bernard Goumou ersetzt.